# Euprosopia tegularia
Euprosopia tegularia är en tvåvingeart som beskrevs av Malloch 1928. Euprosopia tegularia ingår i släktet Euprosopia och familjen bredmunsflugor. Inga underarter finns listade i Catalogue of Life.